# ميدان الخيل (جرش)
ميدان الخيل (الهيبودروم) الروماني يقع في المنطقة الأثريّة بمدينة جرش شمال الأردن، إلى جانب قوس هادريان. وهو على شكل حرف (U)، يتكون من جدارين ومدرّجات من ثلاث جهات مرفوعة على أقبية. وهو يُستعمل لسباق الخيل والعربات ذات الحصانين أو الأربعة.

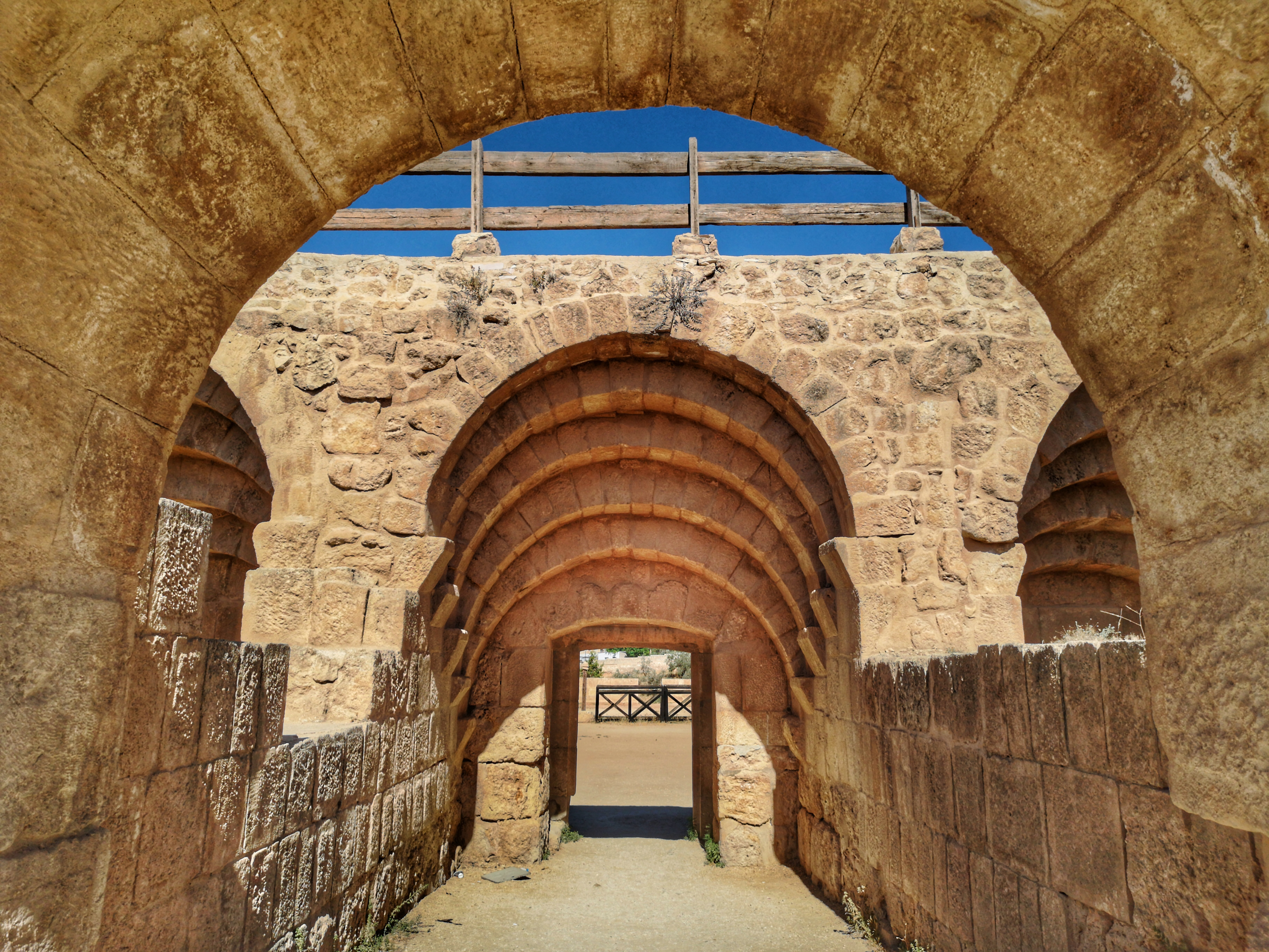
تبين الصورة مدخل ميدان الخيل في جرش

## وصلات خارجية
- فلم «أنا جرش» - تاريخ وفن العمارة في المدينة القديمة بجرش